# 伊達功
伊達 功（だて いさお、1924年4月12日 - ）は、思想史学者、松山大学名誉教授。
愛媛県喜多郡内子町出身。1949年京都帝国大学経済学部卒。1952年同大学院（旧制）修了、1967年「トマス・モアユートピア研究」で京大経済学博士。1953年島根大学助手、1961年松山商科大学経済学部講師、助教授、1971年教授、松山大学教授。1990年退任、名誉教授。2001年勲四等旭日小綬章受勲。

## 著書
- 『近代社会思想の源流 トマス・モア『ユートピア』の分析』ミネルヴァ書房 1970
- 『ユートピア思想と現代』創元社 創元新書 1971
- 『社会科学の歴史と方法』ミネルヴァ書房 1973
- 『技術と思想の歴史 原始から未来へ』創元社 1984

## 参考
- 伊達功教授略歴および研究業績 (伊達功教授記念号) 松山大学論集 1990-12
- 『現代日本人名録』2002年